# 1998年長野オリンピックのカザフスタン選手団
1998年長野オリンピックのカザフスタン選手団（1998ねんながのオリンピックのカザフスタンせんしゅだん）は、1998年2月7日から2月22日まで、日本の長野県長野市を中心とする地域を会場として開催された1998年長野オリンピックのカザフスタン選手団、およびその競技結果。

## 概要
今大会は銅メダル2個を獲得した。

## メダル
| メダル | 選手名                   | 競技             | 種目         |
| ------ | ------------------------ | ---------------- | ------------ |
| 銅     | ヴラジーミル・スミルノフ | アルペンスキー   | 男子25km複合 |
| 銅     | リュドミラ・プロカシェワ | スピードスケート | 女子5000m    |